# エルレンマイヤー・プロッフルのアズラクトンとアミノ酸合成
エルレンマイヤー・プロッフルのアズラクトンとアミノ酸合成（Erlenmeyer-Plöchl azlactone and amino acid synthesis）は、グリシンをオキサゾロンとアズラクトンを経由してそれぞれ別のアミノ酸（ラセミ体）に変形する化学反応で、反応を発見したフリードリッヒ・グスタフ・カール・エミール・エルレンマイヤーによって命名された。
馬尿酸は、無水酢酸の存在下で2-フェニルオキサゾロンに縮合する。また、この中間体は2つの酸性プロトンを持ち、ベンズアルデヒドと無水酢酸と酢酸ナトリウムと反応し、アズラクトンとなる。この化合物を還元するとフェニルアラニンを与える。

## 参考
研究の一つに、エルレンマイアーのアミノ酸合成によるL-m-チロシン合成がある。